# Robert E. Sherwood
Robert Emmet Sherwood (n. 4 aprilie 1896, New Rochelle⁠(d), New York, SUA – d. 4 noiembrie 1955, New York City, New York, SUA) a fost un dramaturg și scenarist american.

## Piese de teatru
- The Road to Rome (1927)
- The Love Nest (1927)
- The Queen's Husband (1928); ecranizare în 1931 ca The Royal Bed.
- Waterloo Bridge (1930) - adaptare 2 filme americane și două soap-opera braziliene
- This is New York (1930);  ecranizare în  1932 ca Two Kinds of Women.
- Reunion in Vienna (1931);  ecranizare în  1933.
- Acropolis (1933)
- The Petrified Forest (1935) -  ecranizare în  1936 cu Leslie Howard, Bette Davis și Humphrey Bogart.
- Tovarich (1935) - bazat pe o comedie franceză de Jacques Deval -  ecranizare omonimă în 1937 și în 1963 ca un musical cu Vivien Leig și Jean Pierre Aumont.
- Idiot's Delight (1936) Pulitzer Prize for Drama - ecranizare în 1939.
- Abe Lincoln in Illinois (1938) Pulitzer Prize for Drama - ecranizare omonimă  în 1940
- There Shall Be No Night (1940) Pulitzer Prize for Drama.
- The Rugged Path (1945) cu Spencer Tracy
- Miss Liberty (carte din 1949 pentru muzicalul lui  Irving Berlin)
- Small War on Murray Hill (1957; produs postum)